# Estação Ferroviária de Pombal (Brasil)
A Estação Ferroviária de Pombal é uma estação ferroviária localizada no município de Pombal, Paraíba, tombada em 2001 pelo Instituto do Patrimônio Histórico e Artístico do Estado da Paraíba (Iphaep).
A referida estação integrou o ramal da Paraíba, que inicialmente partia da Estação de Arrojado, no Ceará, e indo até Sousa. Depois de concluída a ligação entre Sousa-Pombal, Pombal-Patos e Patos-Campina, ligou-se com o Ramal de Campina Grande, completando a ligação entre Paraíba, Pernambuco e Ceará.

## Histórico
Após alcançar Sousa, vindo da Estrada de Ferro Baturité (no Ceará), o ramal da Paraíba teve a Estação de Pombal como estação de ponta do seu primeiro prolongamento, tendo sido a referida estação inaugurada no ano de 1932. Posteriormente, o ramal da Paraíba teve outros prolongamentos, chegando a Patos e depois alcançando Campina Grande, onde se encontrou com os trilhos do Ramal de Campina Grande, ligando-se com a ferrovia da Great Western, que ligava Recife a Natal.
A chegada da ferrovia a Pombal foi bastante festejada pela população, e marcou o progresso da cidade, pois possibilitou a melhora nos meios de transporte, comunicação, bem como mudanças substanciais na medicina, prostituição e jogos de azar. A inauguração da Estação de Pombal também foi decisivo para a implantação da fábrica da Brasil Oiticica, uma das mais importantes da cidade.
Em 1980 o transporte de passageiros parou de ser feito na supracitada estação, permanecendo somente os trens de carga, que correram em seus trilhos até por volta de 2010.
Mesmo sendo patrimônio cultural, a prefeitura de Pombal passou a depredar o prédio e seus arredores a partir do ano de 2020.

## Localização
Construída na zona urbana de Pombal próxima à antiga região de prostíbulos conhecida como "Rói-couro", a estação situava-se à altura do quilômetro 458 do Ramal de Campina Grande (de bitola métrica), à altitude de 178 metros acima do nível do mar. Tinha como estações próximas a de Arruda Câmara, em São Bentinho e a de São Domingos, no município de São Domingos.

## Tombamento
Em 03 de Agosto de 2001, o decreto nº 22.022 aprovou o tombamento temático como das estações ferroviárias da Paraíba, inclusive a de Pombal, vindo a tornar-se Patrimônio Cultural.